# Jan Chrzciciel Bużeński
Jan Chrzciciel Bużeński herbu Poraj (ur. ?, zm. 1674) – polski duchowny rzymskokatolicki, sufragan gnieźnieński.

## Życiorys
7 marca 1667 papież Aleksander VII prekonizował go biskupem pomocniczym archidiecezji gnieźnieńskiej oraz biskupem in partibus infidelium halmirozyjskim. 11 września 1667 przyjął sakrę biskupią z rąk biskupa łuckiego Tomasza Leżeńskiego. Współkonsekratorami byli biskup poznański Stefan Wierzbowski oraz biskup pomocniczy krakowski Mikołaj Oborski.
Biskupem pomocniczym archidiecezji gnieźnieńskiej był do 1674.